# Museo Curtis

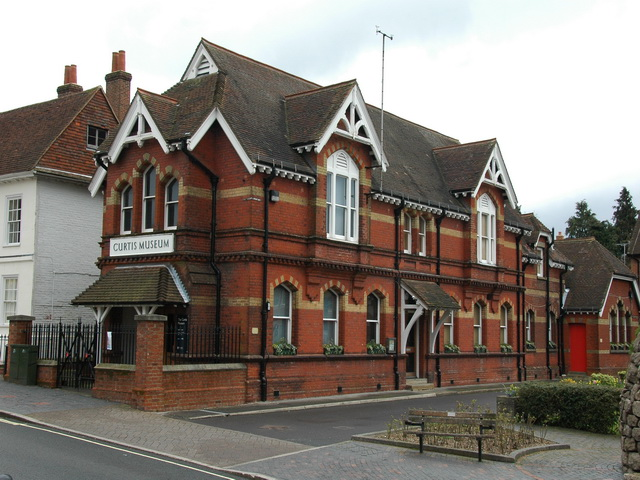
EL museo curtis de Alton

El Museo Curtis en Alton, es un museo de historia local en Hampshire, Inglaterra.
El museo fue fundado por el Dr. William Curtis (1803-1881) en 1865.
Es administrado por el "Servicio de Museos del Condado de Hampshire" y está en la cercanía de la "Galería Allen".